# 목진공
목진공(睦進恭, ? ~ 1426년)은 조선의 문신이다. 본관은 사천(泗川)이다.

## 생애
고려 낭장동정(郞將同正) 목효기(睦孝基)의 7세손이다.
태종조에 대호군(大護軍), 의흥부 진무(義興府鎭撫), 판전사시사(判典祀寺事), 우부대언(右副代言) 등을 역임하였고, 1417년(태종 17) 경기도 관찰사(京畿道觀察使)가 되어 표리(表裏)를 하사받았다.
1421년(세종 3) 강원도관찰사를 지내고, 1422년 호조 참판(戶曹參判)에 올랐다가 1426년 졸(卒)하니 세종이 부조를 보냈다.

## 가족
- 증조부 : 고려 대호군(大護軍) 목군경(睦君慶)
  - 조부 : 성균관 진사 목충달(睦忠達)
    - 아버지 : 정용 낭장 목손검(睦孫儉)

  - 외조부 : 능직 박천상(朴千祥)
    - 어머니 : 창원 박씨(昌原朴氏)
    - 처부 : 면천 군사 안습(安習)
      - 부인 : 안산 안씨(安山安氏)
        - 아들 : 목보남(睦寶男)
        - 아들 : 목계남(睦繼男)